# Lijst van oorlogsmonumenten in Montfoort
De Nederlandse gemeente Montfoort heeft één oorlogsmonument, namelijk De handreiking van Margriet Barends.
| Nr. | Object                  | Herdachte groep        | Ontwerper        | Onthulling      | Type            | Locatie                             | Plaats    | Coördinaten                  | Foto              |
| --- | ----------------------- | ---------------------- | ---------------- | --------------- | --------------- | ----------------------------------- | --------- | ---------------------------- | ----------------- |
| 720 | De handreiking          | algemeen, allen        | Margriet Barends | 7 november 1991 | beeld/sculptuur | Kasteelplein, 3417 JG               | Montfoort | 52° 2' 40" NB, 4° 57' 2" OL  | De handreiking    |
|     | Commonwealth War Graves | geallieerde militairen |                  |                 | grafmonument    | Julianalaan, Algemene begraafplaats | Montfoort | 52° 2' 35" NB, 4° 56' 43" OL | Meer afbeeldingen |

Amersfoort ·
Baarn ·
Bunnik ·
Bunschoten ·
De Bilt ·
De Ronde Venen ·
Eemnes ·
Houten ·
IJsselstein ·
Leusden ·
Lopik ·
Montfoort ·
Nieuwegein ·
Oudewater ·
Renswoude ·
Rhenen ·
Soest ·
Stichtse Vecht ·
Utrecht ·
Utrechtse Heuvelrug ·
Veenendaal ·
Vijfheerenlanden ·
Wijk bij Duurstede ·
Woerden ·
Woudenberg ·
Zeist